# Biały dom w nocy
Biały dom w nocy (hol. Wit huis in de nacht met enkele figuren en een ster, ang. White House at Night) – obraz Vincenta van Gogha namalowany w czerwcu 1890 podczas jego pobytu w miasteczku Auvers-sur-Oise.
Nr kat.: F 766, JH 2031.

## Historia i opis
W maju 1890 van Gogh przyjechał do Auvers i namalował szereg obrazów przedstawiających domy.
Pierwszy opis obrazu pochodzi od niego samego. W liście do brata Theo z 17 czerwca 1890 wspomniał o dwóch obrazach, które malował; drugim z nich był Biały dom w nocy:
Drugi szkic to biały dom w zieleni z gwiazdą na niebie i pomarańczowym światłem w oknie, czarno-zielone listowie i ciemnoróżowy odcień.
Namalowany w czerwcu 1890 obraz odznacza się dużym ładunkiem ekspresji, nie tyle w ujęciu tematu, ile w strukturze kompozycji i sposobie malowania. W obrazie przeważa nastrój chłodu. Dom, narysowany mocnymi poziomymi i pionowymi liniami, sprawia wrażenie więzienia. Artysta wiele uwagi poświęcił oknom, „oczom” domu. Z okna po prawej stronie emanuje alarmujące, czerwone światło. Namalowana nad domem gwiazda to znak przeznaczenia w chwilach największej udręki. Obraz wyraża stan wielkiego napięcia psychicznego, w jakim van Gogh wtedy się znajdował.
W latach 20. XX w. obraz znalazł się w kolekcji niemieckiego przemysłowca Otto Krebsa (1873–1941). Uważany za zaginiony po II wojnie światowej pojawił się w 1995 w muzeum Ermitażu na wystawie ukazującej dzieła sztuki zagrabione przez Związek Radziecki pod koniec II wojny światowej. Kolekcja obejmowała 74 obrazy, w tym dzieła sztuki pędzla Degasa, Van Gogha (4 obrazy), Gauguina (2), Moneta (6), Cézanne’a (7), Picassa i Toulouse-Lautreca, należące przed wojną do niemieckich kolekcji prywatnych, głównie Otto Krebsa.

## Datowanie obrazu
Z listu van Gogha do brata wiadomo było, że obraz powstał niedługo przed 17 czerwca 1890. Dzięki archiwalnym zapisom stanu pogody astronomowie Don Olson i Russell Doescher z Texas State University–San Marcos stwierdzili, że we wchodzącym w grę okresie jedynie 15 i 16 czerwca niebo było bezchmurne. Po przeprowadzeniu wizji lokalnej w Auvers ustalili, że obraz pokazuje fragment zachodniego nieba. Na podstawie tych danych doszli do przekonania, że przedstawionym na obrazie jasno świecącym ciałem niebieskim jest Wenus. Położenie planety na obrazie wskazuje, że namalowany został 16 czerwca ok. godz. 20:00. Rezultaty swoich badań opublikowali w kwietniu 2001 w miesięczniku Sky & Telescope. Wcześniej zajmowali się innymi obrazami van Gogha z motywem nocnego nieba, w tym według nich przedstawiającymi Wenus: Gwiaździsta noc i Droga z cyprysem i gwiazdą.

Wenus na obrazach van Gogha
Gwiaździsta noc (czerwiec 1889)
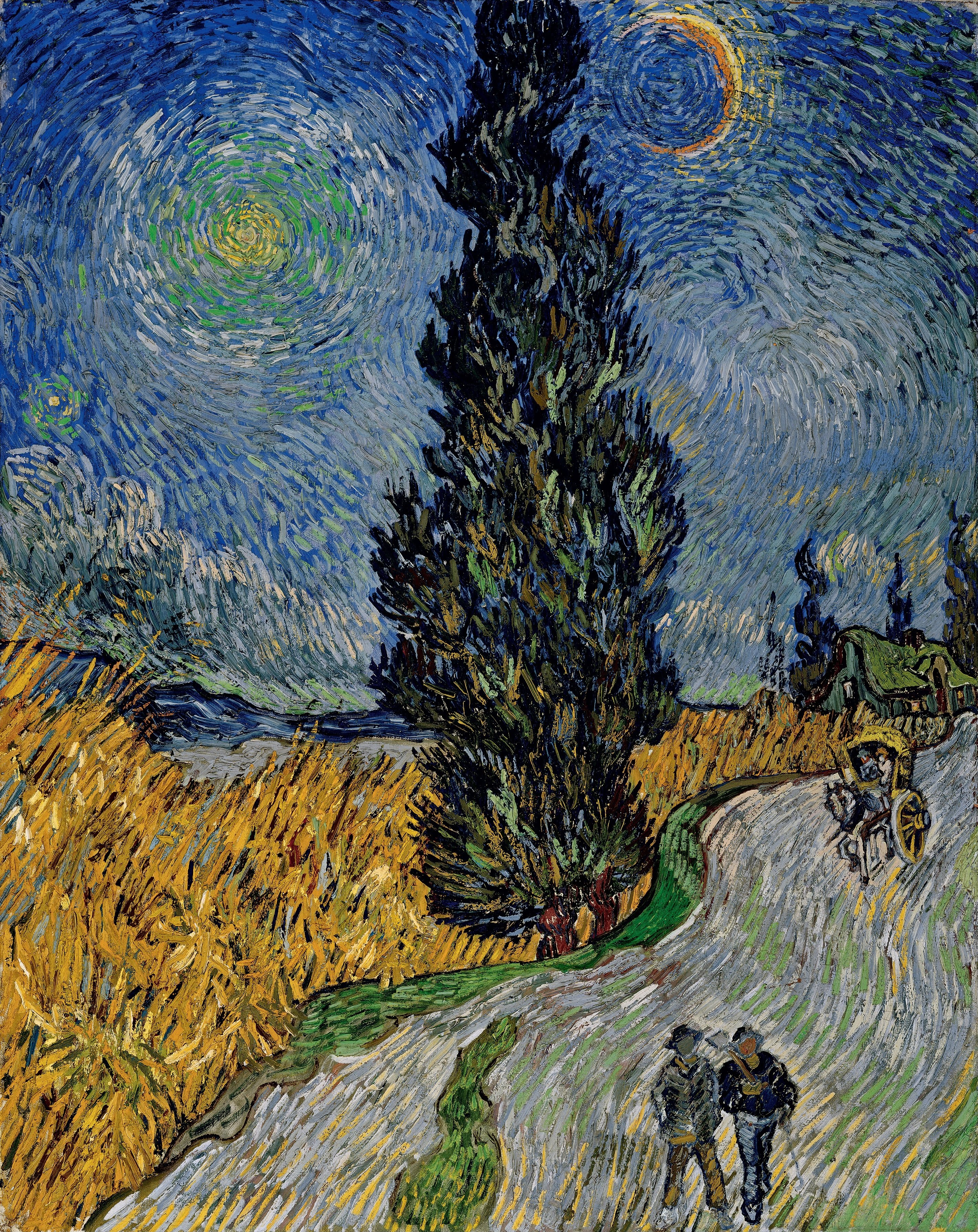
Droga z cyprysem i gwiazdą (maj 1890)
Biały dom w nocy (czerwiec 1890)